# Sabaria semiruba
Sabaria semiruba là một loài bướm đêm trong họ Geometridae.